# Seinfeld (sezonul 9)
Seinfeld este un sitcom american, creat de Larry David și Jerry Seinfeld (care, în plus, joacă rolul principal).  Episodul pilot al serialului a fost transmis în 5 iulie 1989, serialul propriu-zis debutând în mai 1990.  Deși n-a avut succes imediat, popularitatea sa a crescut cu timpul, încetul cu încetul.  În 1992 - 1993, în sezonul al IV-lea, s-a aflat pentru prima dată în topul 25 al serialelor după audiență, pentru ca în sezonul 1994 - 1995 să ajungă pe locul întâi.  Când ultimul episod al serialului a fost transmis pe 14 martie 1998, a fost vizionat de 76 milioane de telespectatori. 

Sezonul 9 a avut premiera pe 25 septembrie 1997 pe canalul american de televiziune NBC. Are 24 episoade și este ultimul sezon al serialului.

## Lista de episoade
| №   | #  | Titlul                  | Regia         | Scenariul | Premiera           | Cod de producție | Audiență |
| --- | -- | ----------------------- | ------------- | --- | ------------------ | ---------------- | -------- |
| 157 | 1  | „The Butter Shave”      | Andy Ackerman | Alec Berg & Jeff Schaffer & David Mandel | 25 septembrie 1997 | 901              |          |
| 158 | 2  | „The Voice”             | Andy Ackerman | Alec Berg & Jeff Schaffer & David Mandel | 2 octombrie 1997   | 902              |          |
| 159 | 3  | „The Serenity Now”      | Andy Ackerman | Steve Koren | 9 octombrie 1997   | 903              |          |
| 160 | 4  | „The Blood”             | Andy Ackerman | Dan O'Keefe | 16 octombrie 1997  | 904              |          |
| 161 | 5  | „The Junk Mail”         | Andy Ackerman | Spike Feresten | 30 octombrie 1997  | 905              |          |
| 162 | 6  | „The Merv Griffin Show” | Andy Ackerman | Bruce Eric Kaplan | 6 noiembrie 1997   | 906              |          |
| 163 | 7  | „The Slicer”            | Andy Ackerman | Scenariu de: Gregg Kavet & Andy Robin Povestire de: Gregg Kavet & Andy Robin & Darin Henry                                                        | 13 noiembrie 1997  | 907              |          |
| 164 | 8  | „The Betrayal”          | Andy Ackerman | David Mandel & Peter Mehlman | 20 noiembrie 1997  | 908              |          |
| 165 | 9  | „The Apology”           | Andy Ackerman | Jennifer Crittenden | 11 decembrie 1997  | 909              |          |
| 166 | 10 | „The Strike”            | Andy Ackerman | Dan O'Keefe Alec Berg & Jeff Schaffer | 18 decembrie 1997  | 910              |          |
| 167 | 11 | „The Dealership”        | Andy Ackerman | Steve Koren | 8 ianuarie 1998    | 911              |          |
| 168 | 12 | „The Reverse Peephole”  | Andy Ackerman | Spike Feresten | 15 ianuarie 1998   | 912              |          |
| 169 | 13 | „The Cartoon”           | Andy Ackerman | Bruce Eric Kaplan | 29 ianuarie 1998   | 913              |          |
| 170 | 14 | „The Strong Box”        | Andy Ackerman | Scenariu de: Dan O'Keefe Povestire de: Dan O'Keefe & Billy Kimball                                                                                | 5 februarie 1998   | 914              |          |
| 171 | 15 | „The Wizard”            | Andy Ackerman | Steve Lookner | 26 februarie 1998  | 915              |          |
| 172 | 16 | „The Burning”           | Andy Ackerman | Jennifer Crittenden | 19 martie 1998     | 916              |          |
| 173 | 17 | „The Bookstore”         | Andy Ackerman | Scenariu de: Spike Feresten Povestire de: Spike Feresten Darin Henry & Marc Jaffe                                                                 | 16 aprilie 1998    | 917              |          |
| 174 | 18 | „The Frogger”           | Andy Ackerman | Scenariu de: Gregg Kavet & Andy Robin Povestire de: Gregg Kavet & Andy Robin Steve Koren & Dan O'Keefe                                            | 23 aprilie 1998    | 918              |          |
| 175 | 19 | „The Maid”              | Andy Ackerman | Scenariu de: Alec Berg & David Mandel & Jeff Schaffer História por: Alec Berg & David Mandel & Jeff Schaffer Kit Boss & Peter Mehlman             | 30 aprilie 1998    | 919              |          |
| 176 | 20 | „The Puerto Rican Day”  | Andy Ackerman | Alec Berg, Jennifer Crittenden, Spike Feresten, Bruce Eric Kaplan, Gregg Kavet, Steve Koren, David Mandel, Dan O'Keefe, Andy Robin, Jeff Schaffer | 7 mai 1998         | 920              |          |
| 177 | 21 | „The Clip Show: Part 1” | Andy Ackerman | Darin Henry | 14 mai 1998        | 921              |          |
| 178 | 22 | „The Clip Show: Part 2” | Andy Ackerman | Darin Henry | 14 mai 1998        | 922              |          |
| 179 | 23 | „The Finale: Part 1”    | Andy Ackerman | Larry David | 14 mai 1998        | 923              |          |
| 180 | 24 | „The Finale: Part 2”    | Andy Ackerman | Larry David | 14 mai 1998        | 924              |          |